# Philonotis yezoana
Philonotis yezoana är en bladmossart som beskrevs av Bescherelle och Jules Cardot 1909. Philonotis yezoana ingår i släktet källmossor, och familjen Bartramiaceae. Inga underarter finns listade i Catalogue of Life.